# Get Ed
Get Ed es una serie de animación por computadora creada por Andy Knight, producida por Jetix Animation Concepts para Jetix en Latinoamérica y otras partes del mundo, transmitida también en Toon Disney y en ABC Family en los Estados Unidos.
El personaje principal de la serie es Ed, un mensajero electro-genético que trabaja en el servicio de entregas del Dojo, número uno en Progress City, junto con sus compañeros y amigos. Entre ellos se encuentran Deets, Burn, Loogie y Fizz, quienes luchan por proteger sus entregas de otros equipos de mensajeros en especial los de ADN, quienes son amenazados por el malvado Bedlam (el mayor enemigo del Dōjō,).

## Personajes principales
- Ed: (Eduard) El personaje principal y protagonista del programa, es un adolescente genéticamente diseñado con un traje azul, construido con las instrucciones de un antiguo artefacto alienígena encontrado por Ol'Skool. En el transcurso del programa, Ed intenta descifrar sus orígenes mientras trabaja de mensajero en el Dojo, además de pelear al mismo tiempo contra el mal. Ed tiene varios "juguetes" que son artefactos de tecnología posiblemente extraterrestre, su vehículo es un deslizador y su copiloto es Torch, un Al representado como un pequeño holograma flotante en forma de bola de fuego con cara con un traje azul. Ed está enamorado de Deets en donde al parecer el sentimiento es mutuo.

- Deets: (Sarah) Es la chica más femenina del Dōjō,. Aunque no lo parezca, siempre se preocupa de sus amigos. Trabajaba antes para Bedlam, a quien si no obedecía éste iría a asesinar a sus amigos, aunque gracias a Ol'Skool ella logró vencerlo. Su vehículo es una mochila planeadora y usa un traje rosa, que en ocasiones se ve que muestra afecto por Ed.

- Burn: Líder de los mensajeros del Dojo. Antes era un jugador profesional de G-0, pero se retiró porque no dejaba jugar al resto del equipo. Guerrero por naturaleza, musculoso y resistente a casi cualquier situación, es muy orgulloso y llevaba su papel de líder muy en serio, lo que lo hace duro, especialmente con Ed. Su vehículo es una motocicleta y su traje es negro con llamas naranjas (esto porque Burn en inglés significa "quemadura").

- Loogie: Es un auténtico lunático, que siempre está en compañía del Dr.Pinch, su amigo imaginario, aunque lo representa como un bagre (una marioneta, que tiene en la mano izquierda, tiene una bata y un estetoscopio de doctor, y constantemente cambia de personalidad con él, criticándose de algunas de sus acciones, ya que Loogie sufre de un desorden de identidad - esto fue provocado por visitar demasiado el carnaval y subirse a muchas atracciones), es un bromista, usa un traje turquesa y viaja en patines accionados por cohetes.

- Fizz: Es la miembro más pequeño del Dojo, y a la vez la más inteligente. Es de los miembros más útiles del Dojo ya que usa su inteligencia para realizar planes, crear nuevos equipos para sus amigos. Su uniforme es violeta y su vehículo es el scooter volador.

- Ol' Skool: (Anthony) Es el miembro más viejo del Dojo, además, el dueño del Dojo, sabe mucho sobre como hacer entregas. Creó a Ed a partir de un artefacto alienígena que encontró en un almacén y constantemente dice saber más de Ed que él mismo. Tiene un vehículo, una patineta actual, y lo hace el único miembro del Dojo que no usa un vehículo de tecnología avanzada. Trabajaba con Bedlam, pero este lo traicionó.

- Bedlam: Su nombre es un sinónimo de caos, un burócrata corrupto y codicioso, que controla a toda Ciudad Progreso, aunque su principal centro de atención es Ed, ya que investiga la conexión de él con ciertos artefactos alienígenas, buscándolos y apoderándose de algunos, y quiere capturarlo para crear su propio Ed, como Ol' Skool. Ellos trabajaban en su propio servicio de entregas, pero Bedlam engañó y traicionó a Ol'Skool, quedándose con todo el servicio y dejando a Ol'Skool con nada, esto hizo que Ol' Skool iniciara el Dojo. Con el trabajan Kora, un Al con forma de mujer holográfico (parecida a Cortana, de Halo) y Crouch, un robot que está hecho de partes de otros robots desmantelados, menos la cabeza, que es una tostadora, tiene una novia, Crumbelina, además controla al servicio de entregas ADN (clones de un mismo humano con moléculas algo inestables, lo que hace que al impactar con algo se desintegren) y en sus búsquedas usa a varios robots.

## Servicios de Entregas
En Ciudad Progreso hay varios equipos de mensajeros que tratan de acumular créditos robando las entregas de otros equipos y haciéndolas por ellos, para que sean contratados por otras personas y así acumular más créditos. DJ Dive, el radio DJ, narra cada capítulo y la información de los equipos de entregas, indicando en que posición están y cuantos créditos han perdido. Algunos equipos son:
- Los Payasos: Un grupo de payasos desquiciados, donde estuvo un tiempo Loogie, por una discusión que tuvo con sus amigos. Se transportan en auto flotante con decoraciones de circo, incluso contiene artefactos de los payasos, como pasteles de crema, y cuando chocan sale una enorme bolsa de aire. Su base es una carpa de circo.

- Los ADN: Está a servicio de Bedlam, son de las mayores competencias del Dojo, ya que roban la mayoría de las entregas de otros equipos. Son muy singulares, ya que todos son clones, pero son algo inestables, sus moléculas no son sólidas, así que al chocar con algo se desintegran en una masa verde, todos son idénticos y nunca dejan de sonreír. Se transportan en un camión flotante.

- Entregas Baratas de Dirk: Es un mensajero muy poco contratado, ya que pierde casi todas las entregas que se le tienen asignadas, y además es el servicio más pequeño de entregas en Ciudad Progreso (los únicos miembros son el y su mamá). Dirk se transporta en un antipático vehículo, parecido a un auto motocicleta. Su mala reputación no duró mucho, aunque tampoco demasiado tiempo; él había encontrado el cinturón de invisibilidad de Ed, lo uso para robar a otros equipos sus entregas, pero Ed lo supo y fue por el cinturón pero Ed se lo dio, siempre y cuando se lo devolviera.

- Alpha 9: Un rival de temer, ya que son los mensajeros más veloces. Está compuesto de androides.

- Los Robots: Son un grupo de robots algo oxidados. Se transportan en un gran camión de basura.

- El Dojo: El principal grupo de mensajeros de Ciudad Progreso y protagonistas de la serie. Son el principal grupo de entregas y el que está casi siempre en primer lugar, Su dueño es Ol' Skool y su líder es Burn, aunque Ed es el mejor mensajero. Sus miembros son Ed, Burn, Loogie, Deets y Fizz. Están en constante conflicto con Bedlam, ya que Bedlam quiere encontrar los "juguetes" de Ed, pero el Dojo lo evitara. Su base se una bodega.

## Otros personajes
En la serie, hay otros personajes que aparecen en algunas ocasiones:
- El Equipo de Ardillas: Es un grupo de ardillas que vuelan a gran velocidad gracias a los trajes que usan. Aunque parecen un equipo de entregas, en realidad roban las entregas de otros equipos y se las quedan, viven en el parque de Ciudad Progreso.

- Robots Basureros: Son robots que se encargan de la limpieza de Ciudad Progreso, sus cuerpos son botes de basura, se distribuyen por toda la ciudad.

## Artefactos de Ed
A lo largo de la serie, Ed encuentra "juguetes", artefactos que están conectados simbióticamente a él, y algunos le dan habilidades especiales. Estos son algunos ejemplos:
- La Masa: El primer artefacto y se lo dio Ol'Skool. Parece un pequeño bastón, puede separarse en sus dos extremos para servir como espada, debido a que al separase se ve que se conectan por una hilera de energía, así como un nunchaku o cuerda para trepar paredes.

- Dermo-Traje: Un traje especial que hace a Ed más fuerte y se une a él como una segunda capa de piel. En una pelea contra Bedlam (primera vez donde apareció el traje), Ed perdió y Bedlam se lo arrebató.

- Visión Térmica: Habilidad muy especial de Ed, ya que no es un artefacto, son sus ojos. Cuando usa esta habilidad, las pupilas de Ed desaparecen y sus ojos se vuelven completamente azules, y con unos "circuitos".

- Cinturón de Invisibilidad: Artefacto que Ed no tenía originalmente, sin embargo, cuando descubrió que Dirk lo tenía, Ed lo reto a un partido de baloncesto, apostando el citurón. Ed venció, pero al ver que era algo difícil de controlar, se dio a Dirk, siempre y cuando se lo devolviera cuando se lo pidiera.